# Darrell Silvera
Darrell Silvera (Geburtsname: Kingsley Redvers Silvera; * 18. Dezember 1900 in St. Andrews, Jamaika; † 22. Juli 1983 in San Diego, Kalifornien) war ein US-amerikanischer Artdirector und Szenenbildner, der sieben Mal für den Oscar für das beste Szenenbild nominiert war.

## Leben

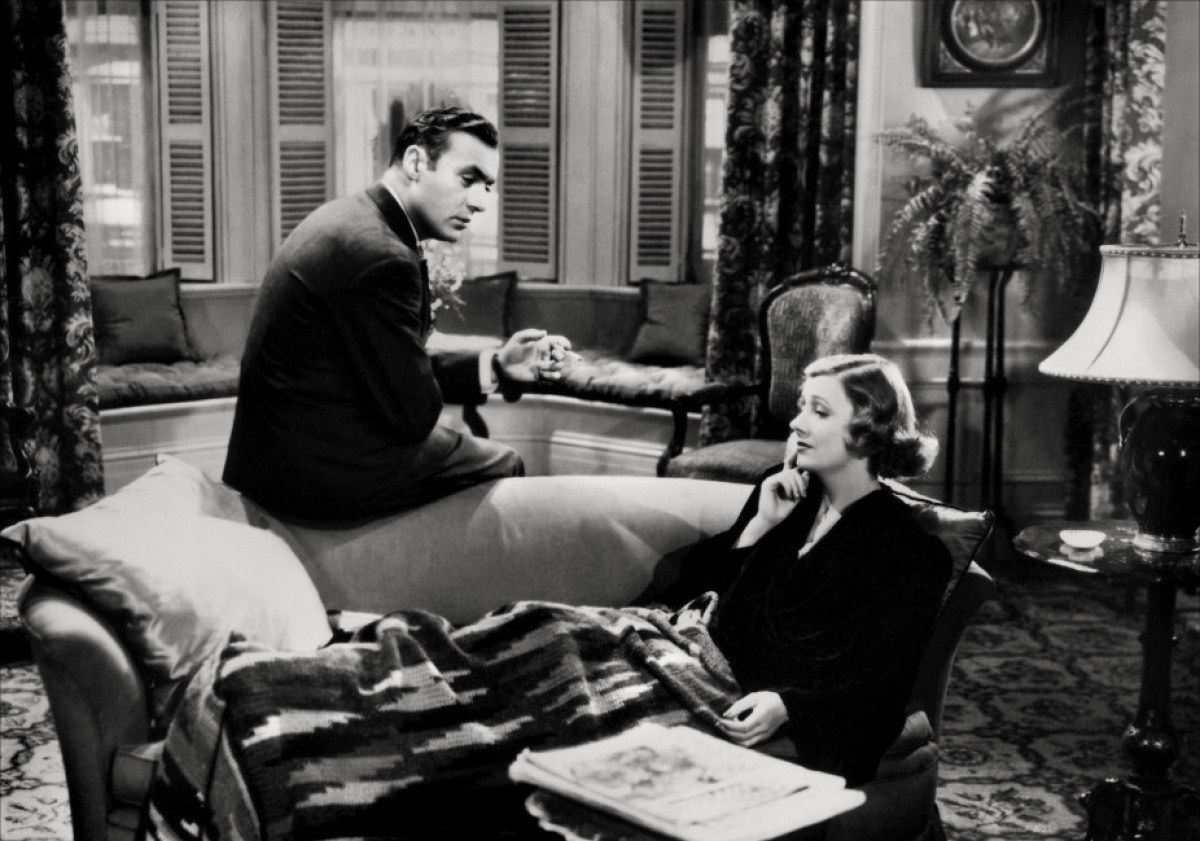
Charles Boyer & Irene Dunne in Love Affair.

Der aus Jamaika stammende Silvera begann seine Laufbahn als Szenenbildner und Artdirector in der Filmwirtschaft Hollywoods 1934 bei dem Film Kentucky Kernels und wirkte im Laufe seiner über vierzigjährigen Tätigkeit bei der Ausstattung von rund 400 Filmen und Fernsehserien mit.
Bei der Oscarverleihung 1942 war er erstmals für den Oscar für das beste Szenenbild nominiert und gemeinsam mit Perry Ferguson, Van Nest Polglase und A. Roland Fields für die Ausstattung in dem Schwarzweißfilm Citizen Kane (1941). 1943 folgte eine weitere Nominierung für das Szenenbild im Schwarzweißfilm Der Glanz des Hauses Amberson (1942) zusammen mit Albert S. D’Agostino und wiederum A. Roland Fields. Für den Schwarzweißfilm Flight for Freedom (1943) erhielt er 1944 gemeinsam mit D’Agostino, Carroll Clark und Harley Miller eine weitere Nominierung für den Oscar in der Kategorie bestes Szenenbild, ebenso wie bei der Oscarverleihung 1945 mit D’Agostino, Clark und Claude E. Carpenter für die Szenenbilder in dem Schwarzweißfilm Step Lively (1944).
1946 war er zusammen mit D’Agostino, Jack Okey und Carpenter abermals für den Oscar für das beste Szenenbild im Schwarzweißfilm Experiment in Terror (1944) nominiert, der auch unter dem Titel Experiment Perilous in den Kinos lief. Eine weitere Nominierung für den Oscar in dieser Kategorie folgte 1956 zusammen mit Joseph C. Wright für den Schwarzweißfilm Der Mann mit dem goldenen Arm (1955).
Seine siebte und letzte Nominierung für den Oscar für das beste Szenenbild erhielt Silvera bei der Oscarverleihung 1971 gemeinsam mit Tambi Larsen für Verflucht bis zum jüngsten Tag (1970). Zuletzt wirkte er 1978 am Szenenbild für den Film Driver mit.

## Filmografie (Auswahl)

### Weitere Filme
- 1936: Der Pflug und die Sterne (The Plough and the Stars)
- 1937: Hitting a New High
- 1938: Pacific Liner
- 1939: Der Glöckner von Notre Dame
- 1939: Black River (Allegheny Uprising)
- 1940: Glückspilze
- 1940: Dance, Girl, Dance
- 1940: Fräulein Kitty
- 1941: Der Teufel und Daniel Webster
- 1941: Verdacht
- 1942: Joan of Paris
- 1942: Katzenmenschen
- 1943: Flight for Freedom
- 1943: Auf ewig und drei Tage (Forever and a Day)
- 1943: Hitler’s Children
- 1943: Harte Burschen – steile Zähne (A Lady Takes a Chance)
- 1943: Higher and Higher
- 1944: Step Lively
- 1944: Music in Manhattan
- 1945: Die Glocken von St. Marien
- 1945: Die Wendeltreppe
- 1945: Sing Your Way Home
- 1946: Berüchtigt
- 1946: Morgen und alle Tage (From This Day Forward)
- 1947: Die Todesreiter von Kansas (Trail Street)
- 1947: Goldenes Gift
- 1947: Die lange Nacht (The Long Night)
- 1947: In der Klemme (Desperate)
- 1947: Tycoon
- 1948: Berlin-Express
- 1948: Nacht in der Prärie (Blood on the Moon)
- 1948: Der Schrecken von Texas (Return of the Bad Men)
- 1948: Jedes Mädchen müßte heiraten (Every Girl Should Be Married)
- 1948: Der Junge mit den grünen Haaren (The Boy with Green Hair)
- 1948: Gangster der Prärie (Station West)
- 1948: Die bronzene Göttin (The Velvet Touch)
- 1948: Der beste Mann der Stadt (Good Sam)
- 1949: Holiday Affair
- 1949: Noras schwache Stunde (Bride for Sale)
- 1949: Der Kampf um den Sonora-Pass (Roughshod)
- 1950: Die schwarze Lawine (The Secret Fury)
- 1950: Glücksspiel des Lebens (Walk Softly, Stranger)
- 1950: Endstation Mord (Gambling House)
- 1951: Auf Bewährung freigelassen (The Company She Keeps)
- 1951: Gangster unter sich (Behave Yourself!)
- 1951: Doppeltes Dynamit (Double Dynamite)
- 1951: Der Rächer (Best of the Badmen)
- 1951: Hard, Fast and Beautiful
- 1951: Gangster (The Racket)
- 1952: Die Spielhölle von Las Vegas (The Las Vegas Story)
- 1952: Macao
- 1952: Vor dem neuen Tag (Clash by Night)
- 1952: Androkles und der Löwe (Androcles and the Lion)
- 1952: An der Spitze der Apachen (The Half-Breed)
- 1952: Kampf um den Piratenschatz (Blackbeard the Pirate)
- 1957: SOS Raumschiff
- 1962: Der Mann, der Liberty Valance erschoß

### Fernsehserien
- 1957–1960: Vater ist der Beste (Father Knows Best)
- 1959–1961: Dennis, Geschichten eines Lausbuben (Dennis the Menace)
- 1960–1961: The Donna Reed Show
- 1965: Hazel
- 1970: Ein Sheriff in New York